# 十九里镇
十九里镇，是中华人民共和国安徽省亳州市谯城区下辖的一个乡镇级行政单位。

## 行政区划
十九里镇下辖以下地区：
十九里社区、刘阁社区、沈营村、马寨村、李门楼村、李新楼村、马庄村、张庄村、火神庙村、前楼村、杨桥村、汤庄村和姜屯村。